# Ingle Martin
Harry Ingle Martin, IV (15 de agosto de 1982, en Memphis, Tennessee) es un jugador profesional de fútbol americano juega la posición de quarterback actualmente es agente libre. Fue seleccionado por Green Bay Packers en la ronda 6 del Draft de la NFL de 2006. Jugó como colegial en University of Florida y Furman University.
También participó con Tennessee Titans, Kansas City Chiefs y Denver Broncos en la National Football League y New York Sentinels en la United Football League.

## Estadísticas UFL
| Temporada | Equipo | Cmp | Att | Yds | TD | Int | Lg | Sck | Índice de audiencia |
| --------- | ------ | --- | --- | --- | -- | --- | -- | --- | ------------------- |
| 2009      | NYS    | 39  | 81  | 380 | 1  | 5   | 30 | 5   | 40.1                |